# Удружење књижевних преводилаца Србије
Удружење књижевних преводилаца Србије (УКПС) је еснафска непрофитна организација основана са циљем унапређења књижевног преводилаштва, заштите и заступања књижевних преводилаца и њихових ауторских права, ширења веза, размена искустава и укрштања са културама и преводиоцима других народа, путем превођења и промовисања књижевних дела.
Седиште Удружења налази се у Француској улици бр. 7 у Београду.
Управна тела УКПС чине Управни одбор, Одбор за међународну сарадњу и Београдске преводилачке сусрете, Статусна комисија, Надзорни одбор и Суд части. Удружење редовно објављује Билтен УКПС са најновијим информацијама о активностима Удружења. Удружење има статус репрезентативног удружења у култури од 2011. и, на основу Закона о култури, додељује књижевним преводиоцима који нису у радном односу и који задовољавају услове прописане одговарајућим подзаконским актом статус самосталног уметника, чиме се регулишу њихова права на здравствену, пензијску и инвалидску заштиту.
На годишњој скупштини УКПС у јануару 2018. године, по истеку мандата дотадашње управе, изабрани су нови чланови, за председника Управног одбора изабран је Душко Паунковић, за потпредседника Владимир Д. Јанковић и за секретара Неда Николић Бобић. 

## Оснивање и чланство

### Оснивачи
УКПС је 1951. године основала група угледних преводилаца, активних пре Другог светског рата – др Милош Н. Ђурић, Живојин Симић, др Божидар Марковић, Вера Стојић, Боривоје Недић, Јелисавета Марковић, Петар Митропан, проф. Михаило Ђорђевић, проф. Рашко Димитријевић и Лука Семеновић.

### Међународна федерација преводилаца
На иницијативу УКПС 1953. године основан је Савез књижевних преводилаца Југославије, чији је први председник био Живојин Симић, тада председник Удружења књижевних преводилаца Србије. Удружење је на тај начин постало и члан Међународне преводилачке организације ФИТ (Fédération Internationale des Traducteurs), чији је члан данас УКПС. 

### Чланови
Удружење књижевних преводилаца Србије има око 350 чланова, примљених на основу строгих критеријума. Већина чланова има завршену одговарајућу језичку групу на Филолошком или Филозофском факултету, а многи међу њима су писци, магистри или доктори наука и универзитетски професори.

## Активности
- За преко пола века, колико је протекло од његовог оснивања, Удружење књижевних преводилаца Србије је, поред осталих активности, организовало 36 међународних преводилачких сусрета на којима је сваки пут учествовало око педесет преводилаца и слависта из целог света.
- Удружење књижевних преводилаца Србије има и сталну трибину: Преводилачки салон. На Салону се сваког месеца представља портрет угледног књижевног преводиоца или приказују изузетни преводилачки подухвати, или занимљиве теме из преводилачке проблематике.
- У фебруару 2011. године Удружење књижевних преводилаца Србије је, у сарадњи са Филолошком гимназијом у Београду и Културним центром Студентски град покренуло пројекат Преводилачка радионица. Циљ пројекта је да заинтересује младе нараштаје за ову важну културну дисциплину и да омогући искусним преводиоцима да пренесу своје знање онима који тек почињу да се баве њоме.
- Удружење књижевних преводилаца Србије се изборило за признавање, поштовање и остваривање ауторског права преводилаца и за статус самосталног уметника за преводиоце који су задужили нашу културу, чиме се обезбеђује њихово социјално и пензијско осигурање. Својим радом и заслугама и крупним подухватима, као што су преводи целокупних дела, изабраних дела и уопште подухвата који подразумевају вишетомна дела или досад непреведена значајна књижевна и теоријска дела страних књижевности, заслужили су најистакнутији преводиоци и чланови УКПС-а највише државне награде.
- Удружење књижевних преводилаца Србије је изборило значај и високи углед у нашој и светској културној јавности и стога је Комисија Министарства културе за национална признања одрлучила да то признање добије двадесет пензионисаних угледних књижевних преводилаца, чланова Удружења књижевних преводилаца Србије.

## Преводилачке награде

### Награда „Милош Н. Ђурић”
Годишња награда за најбољи превод на српски језик дела из области поезије, прозе и хуманистике, основана 1968. у част једног од оснивача УКПС, класичара и хеленисте, професора Милоша Н. Ђурића. Ова најугледнија преводилачка награда додељује се на основу оцене пет чланова жирија, састављеног од реномираних чланова Удружења, који проглашава и уручује награду (повеља и новчани део) на свечаности 7. децембра сваке године.

### Награда УКПС за животно дело
Основана 1987, додељује се најугледнијим члановима Удружења за укупан допринос преводилачкој култури на нашем језику. Добитнике предлаже Управа, а потврђује чланство сваке године на годишњој скупштини. Награда (повеља и новчани износ) додељује се на пригодним свечаностима.

### Награда „Др Јован Максимовић”
Основана 1976, додељује се сваке две године за најбољи превод с руског језика руских прозних књижевних дела на српски језик. Уручује се на свечаности крајем маја, и састоји се од повеље и новчаног износа који обезбеђује оснивач (наследници чувеног преводиоца с руског језика др Јована Максимовића, чије име носи награда).

### Награда „Радоје Татић”
Основана је 2002. и додељује се сваке две године најбољим преводима дела из области поезије, прозе и есејистике са шпанског и португалског језика на српски језик. Оснивач је „Фонд Радоја Татића”, а награда се састоји од повеље и новчаног износа који обезбеђују наследници. „Фонд Радоје Татић” основан је у циљу унапређења сарадње и бољег упознавања наше културе и култура шпанског, португалског и латиноамеричких народа шпанског и португалског говорног подручја, а у част једног од наших најистакнутијих преводилаца дела латиноамеричких, шпанских и португалских аутора, новинара и дипломате Радоја Татића.

### Награда „Михаило Ђорђевић”
Основана је 2005. у част једног од оснивача УКПС и врсног преводиоца са енглеског језика, професора универзитета Михаила Ђорђевића). Додељује се сваке две године за најбољи превод књижевне прозе са енглеског језика. Уручује се на свечаности у априлу и састоји се од повеље и новчаног износа који додељује оснивач (г. Срђан Карановић, филмски редитељ, унук Михаила Ђорђевића).

### Награда „Бранко Јелић”
Награду која носи име угледног преводиоца са француског Бранка Јелића основали су Удружење књижевних преводилаца Србије, Француски институт у Србији и Међународни центар за књижевне преводиоце у Сремским Карловцима. Од 2009. ова награда додељује се за најбоље преводе са француског језика на српски, објављене у Србији, у три категорије превода:
- „идеје“: есеји и публицистика;
- „фикција“: роман, драма, поезија;
- „открића“: књиге за младе, стрипови, графички романи, монографије, путописи, биографије, аутобиографије и сл.

Преводиоци без обзира на стаж и признања равноправно учествују на конкурсу за доделу награде; посебно се подстичу преводи дела савремених аутора. Финансијску подршку овој награди пружа Француски институт у Србији. Трочлани жири чине два представника УКПС и један представник Француског института у Србији.

### Награда „Љубиша Рајић”
Додељује се двогодишње, за најбољу прву књигу превода. Основана је 2013, први пут је додељена 2014. године у спомен на преводиоца, професора и оснивача катедре за скандинавистику на Филолошком факултету Универзитета у Београду, Љубишу Рајића, а свечано се додељује 4. априла, на рођендан Љубише Рајића и Дан студената.

## ЧасописМостови
Године 1970. основан је часопис Мостови, први часопис за преводну књижевност код нас. Часопис се бави и историјом и теоријом превођења, праћењем савремене преводне књижевности и актуелних питања у области књижевног преводилаштва. Захваљујући преводима у Мостовима многе стране савремене драме се постављају на сцене београдских позоришта, а преводи у Мостовима приповедака, песама, есеја и књижевноисторијских и теоријских чланака и приказа савремених светских писаца у правилу отварају врата најзначајнијих српских издавача а тиме и прозор у свет љубитељима савремене иностране књижевности, теорије и историје књижевности. Часопис Мостови такође објављује тематске бројеве посвећене преводној књижевности различитих народа, као и националних мањина у Србији.